# Холтон-Мур
Холтон-Мур (англ. Halton Moor) —  район в Уэст-Йоркшире, Англия, примерно в трёх милях к востоку от центра города Лидс, недалеко от трассы A63. Граничит с районом Киллинбек на севере, Темпл Ньюсем на юге, Осмондвопе на западе, Холтон и Колтон на востоке.

## История
В XIX веке здесь была свободная земля между Осмондторпом и деревней Холтон, возникшей в конце XIX века. Холтон-Мур был основан в 1930 году, для размещения населения из разрушаемых трущоб Лидса.
Кризис недвижимости к 2000 году был так заметен, что комитет депутатов рекомендовал здесь объекты для сноса и реконструкции. Предпринятые меры позволяют надеяться на лучшее.

## Известные жители
27 марта 1948 года родился будущий миллионер Джими Хеселден (1948—2010).